# La dona de la muntanya
La dona de la muntanya (Kona fer í stríð) és una pel·lícula de comèdia dramàtica islandesa-ucraïnesa de 2018 escrita, produïda i dirigida per Benedikt Erlingsson i protagonitzada per Halldóra Geirharðsdóttir. S'ha doblat i subtitulat al català.
Després de la seva estrena en el Festival de Cinema de Canes 2018 en la Setmana Internacional de la Crítica, es va estrenar el 22 de maig de 2018 amb gran èxit de crítica i va ser seleccionada com a millor pel·lícula de parla no anglesa en els 91a edició dels Oscar, però no va ser nominada.

## Història
Halla, directora d'un cor i ecoactivista, planeja bloquejar l'activitat d'una planta d'alumini de Rio Tinto a les terres altes d'Islàndia, i danya intencionalment les torres d'electricitat i cables per tallar el seu subministrament d'energia.
Al mateix temps que el govern intensifica els esforços policials i de propaganda per atrapar-la i desacreditar-la, rep la notícia que s'ha aprovat la seva sol·licitud per adoptar una nena òrfena d'Ucraïna. La pel·lícula gira entorn dels seus intents de conciliar el seu perillós activisme amb la propera adopció.

## Reconeixements
La dona de la muntanya va ser projectada en el Festival de Cinema de Canes 2018, en la secció de la Setmana Internacional de la Crítica, on els guionistes van guanyar el premi de la Société des auteurs et compositeurs dramatiques (SACD). També va guanyar el Premi de Cinema del Nordic Council i el premi Lux del Parlament Europeu de 2018.
Va ser votada com a premi del públic en el Festival Internacional de Cinema de Tromsø a Noruega, el gener de 2019.

## Versions
L'11 de desembre de 2018, es va anunciar que Jodie Foster dirigiria i protagonitzaria una nova versió en anglès.